# 显脉红花荷
显脉红花荷（学名：Rhodoleia henryi）为金缕梅科红花荷属下的一个种。

## 扩展阅读
- 維基物種上的相關：显脉红花荷